# Alexander Brown Griswold
Alexander Brown Griswold (meist A. B. Griswold; * 1907 in Baltimore, Maryland; † 4. Oktober 1991 in Monkton, Maryland) war ein US-amerikanischer Historiker, Kunsthistoriker und -sammler, der schwerpunktmäßig zur Geschichte Thailands und zur thailändischen Kunst forschte und publizierte. 

## Leben
Griswold entstammte einer Bankiersfamilie, die seit 1800 die Privatbank Alex. Brown & Sons in Baltimore betrieb. Er studierte Kunst und Archäologie an der Princeton University und machte dort 1928 seinen Bachelor-Abschluss. Anschließend studierte er Architektur am Trinity College der University of Cambridge, kehrte dann aber nach Baltimore zurück, wo er ab 1931 als General Partner und von 1946 bis zu seinem Ausscheiden 1964 als Senior Partner in der familieneigenen Investmentbank tätig war. Während des Zweiten Weltkrieges diente er von 1940 bis 1947 in der U.S. Air Force, in der er zuletzt den Rang eines Lieutenant Colonel erreichte. Er wurde dem Militärgeheimdienst Office of Strategic Services (OSS; Vorläufer der CIA) zugeordnet und in der Spätphase des Krieges – gemeinsam mit John M. Rosenfield und Jim Thompson – in Bangkok eingesetzt, wo er an der Befreiung Thailands von der faktischen Besetzung durch Japan mitwirkte. Für seinen Beitrag zur Einrichtung einer geheimen Landebahn hinter den feindlichen Linien erhielt er die Bronze Star Medal.
Thailand faszinierte Griswold so sehr, dass er ab 1948 seine Zeit hauptsächlich der Kunst und Archäologie Südostasiens widmete. Sein Mentor war der französische Historiker und Epigraphiker George Coedès, den er 1947 in Paris traf. Seine Zusammenarbeit mit Luang Boribal Buribhand, der seinerzeit Direktor des Nationalmuseums Bangkok war, resultierte Anfang der 1950er Jahre in der Publikation mehrerer Bücher über Buddhastatuen aus Sukhothai (The Buddhas of Sukhodaya und Dated Buddha Images of Norther Siam). Weitere Bücher über die Kunstgeschichte Sukhothais und Biographien thailändischer Könige folgten in späteren Jahren. Sein wohlwollendes Interesse gegenüber der thailändischen Kultur und dem Buddhismus zeigte sich auch in einem 1957 veröffentlichten Artikel über den König Mongkut (Rama IV.; 1804–1868), in dem er die Memoiren Anna Leonowens’ über ihr Leben am siamesischen Hof als teilweise erfunden zurückwies und das verzerrte Bild des Monarchen im damals populären Musical The King and I zurechtzurücken versuchte. Ihm wurde später der Weiße Elefantenorden verliehen.
Griswold lebte abwechselnd auf seinem Anwesen Breezewood im nördlichen Maryland und in seinem Haus am Ufer des Chao Phraya in Bangkok. Einen Teil seiner umfangreichen Sammlung asiatischer Kunst schenkte er 1987 der Walters Art Gallery in Baltimore. Alexander Brown Griswold starb nach langer Krankheit im Alter von 84 Jahren.

## Werke (Auswahl)
- Dated Buddha Images of Northern Siam. Artibus Asiae, Ascona, Schweiz 1957.
- What is a Buddha Image? The Fine Arts Department, Bangkok, 1st ed. 1962 (Thai culture; Bd. 19)
- King Mongkut Of Siam. The Asia Society, New York 1961, distributed by The Siam Society Bangkok
- Towards A History Of Sukhothai Art. The Fine Arts Department, Bangkok 1967
- Wat Pra Yün Reconsidered. Monograph No. 4, The Siam Society, Bangkok 1975
- zusammen mit Luang Boribal Buribhand:
  - Thai Images of the Buddha. The Fine Arts Department, Bangkok, 1st ed. 1958 (Thai culture; Bd. 18)

## Quelle
- Nachruf von Hiram W. Woodward in: Archives of Asian Art, Vol. 45, (1992), University of Hawai'i Press for the Asia Society (auf Englisch)